# Armand Migiani
Armand Migiani (1919) was een Franse jazzmuzikant die baritonsaxofoon speelde. Hij was tevens arrangeur. Vanaf de jaren 60 was hij doorgaans actief in de amusementsmuziek en schreef hij filmmuziek.

## Biografie
Tijdens de Duitse bezetting speelde hij in de band van Aimé Barelli, met hem maakte hij rond 1943 zijn eerste opnames, voor Pathé. Na de bevrijding van Parijs en in de tijd na de oorlog speelde hij bij Barelli naast Django Reinhardt ("Yesterdays“, 1952). Vanaf 1954 speelde hij met Bobby Jaspar, André Hodeir, Christian Chevallier, Chet Baker, Claude Bolling, Martial Solal, Bill Coleman en Kenny Clarke (Kenny Clarke's sextet plays André Hodeir). In 1956 nam hij voor het eerst meerdere nummers voor Polydor; in zijn studioband speelden Christian Bellest, Roger Guerin, Charles Verstraete, William Boucaya, Georges Grenu, Maurice Vander, Pierre Michelot en Roger Paraboschi. In de late jaren 50 was hij lid van de groep Le Jazz Groupe de Paris van André Hodeir, verder werkte hij bij Michel Legrand. In de jaren 60 en 70 speelde hij bij de orkesten van Bolling, Legrand, Hodeir en Chevallier, daarnaast nam hij met eigen studiogroepen amusementsmuziek op. Migiani was in de jazz tussen 1943 en 1975 betrokken bij 59 opnamesessies.
Vanaf het midden van de jaren 50 begeleidde Migiani als Armand Migiani et son Orchestre verschillende pop- en liedjeszangers bij plaatopnames, zoals Paule Dejardins ("Il est là“), Marcel Amont, Maria Candido ("1, 2, 3 amoureux“), Bob Martin, Janique Aimée, Johnny Hallyday (Les Chevaliers Du Ciel/Jet - Jerk, 1967), Simone Real ("Mon amant de Saint-Jean“), Annie Cordy/Luis Mariano ("Les moustiques“) en Jacques Verrières. Tevens maakte hij solo-opnames onder het pseudoniem Billy’s Sax. In latere jaren was Migiani ook actief als filmcomponist en orkestleider, o.a. voor speelfilms van Claude Guillemot, Robert Topart en Jean Image. Hij schreef verder voor tv-series.

## Discografie (selectie)
- Armand Migiani / Jean Claudric / Jacques Loussier: In the Mood (RCA Victor, 1961)
- Armand Migiani / Tom Perkins: Twistez le Madison(RCA Victor, 1963)
- Migiani Grand Orchestre: Bravo Aznavour (RCA Victor, 1963)
- Armand Migiani / Renaldo Cerri: Variances (CAM, 1975)